# Edward Chichester (6e marquis de Donegall)
Pour les articles homonymes, voir Chichester.
Edward Arthur Donald St George Hamilton Chichester, 6e marquis de Donegall (7 octobre 1903 - 24 mai 1975), est un pair et journaliste britannique. Il hérite du titre à la mort de son père en 1904. Ses autres titres sont comte de Donegall, comte de Belfast, vicomte Chichester et baron Fisherwick, dont le dernier lui donne un siège à la Chambre des lords. Il est également le Lord héréditaire haut amiral de Lough Neagh.

## Biographie
Fils du vieil George Chichester (5e marquis de Donegall) (1822-1904), Chichester fait ses études à l'École nouvelle de la Suisse romande, Eton, et Christ Church, Oxford, et entreprend une carrière dans le journalisme. Pendant de nombreuses années, il écrit une chronique dans le Sunday Dispatch sous le titre "Presque en confiance". Il fait des contributions régulières au Sunday News et au Sunday Graphic, et occupe également un poste dans le Daily Sketch. En tant que journaliste, il voyage beaucoup, couvrant notamment les sports d'hiver à Saint-Moritz, en Suisse. Il est passager lors du voyage inaugural du Queen Mary, retournant sur le Hindenburg. En 1924, en vertu de sa baronnie de Fisherwick dans la pairie de Grande-Bretagne, il peut siéger à la Chambre des lords à l'âge de vingt et un ans.
Le marquis de Donegall s'intéresse toute sa vie à l'aviation et possède son propre avion, qu'il utilise pour poursuivre des reportages. Il couvre la guerre civile espagnole et est un éminent correspondant de guerre tout au long de la Seconde Guerre mondiale. Son intérêt s'étend aux voitures et il est président du Middlesex County Automobile Club de 1964 jusqu'à sa mort en 1975. En 1949, il devient disc-jockey à la BBC et, en 1956, dirige un groupe de Dixieland et un club de jazz à Kensington. Il est également propriétaire d'une maison de disques.
Il est membre de longue date de la Sherlock Holmes Society de Londres et édite son magazine, le Sherlock Holmes Journal, pendant de nombreuses années. Dans ce contexte et dans d'autres, il dit à ses amis et connaissances de ne pas se tenir debout ("My Lord Marquis") mais de ne pas utiliser ses prénoms non plus : "Appelle-moi Don!"
En 1943, il épouse Gladys Jean Combe, fille cadette du capitaine Christian Combe. Il se sépare de sa femme après 10 ans et en 1962 déménage en Suisse. En 1968, le marquis obtient le divorce en vertu du droit suisse et la même année, il épouse Maureen McKenzie, fille du major GC Schofield, de Birkdale, Lancashire.
Au moment de sa mort, le marquis travaille à son autobiographie, qu'il prévoyait d'intituler Presque en confiance, d'après la chronique de journal qu'il a tenue. Il n'est pas prêt à être publié avant sa mort.
Il est décédé en Suisse le 24 mai 1975 à l'âge de 71 ans. Sa seconde épouse et veuve est décédée en 1999.